# Tumulus van Hodeige
De Tumulus van Hodeige, Tombe d'Hodeige of La Tombe is een Gallo-Romeinse grafheuvel bij Hodeige op de grens van de Belgische gemeentes Remicourt en Oerle in de provincie Luik. In Remicourt is dat de deelgemeente Hodeige en in Oerle de deelgemeente Lens-sur-Geer. De heuvel ligt ten noordwesten van het dorp Hodeige op de grens met Lens-sur-Geer. Ze ligt aan de noordzijde van de snelweg A3/E40.
Vanaf 1977 wordt de tumulus samen met haar omgeving beschermd als monument en als landschap.

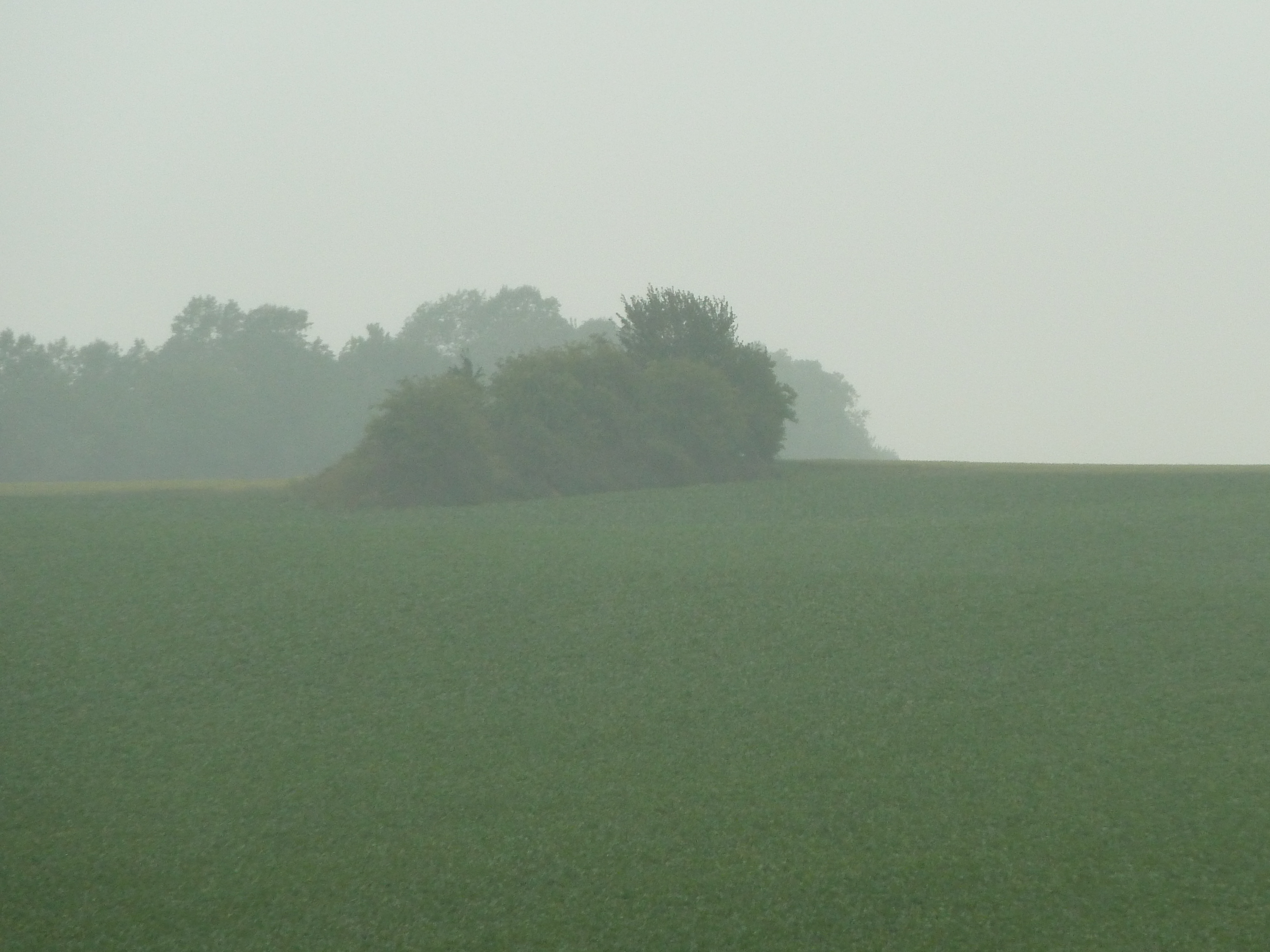
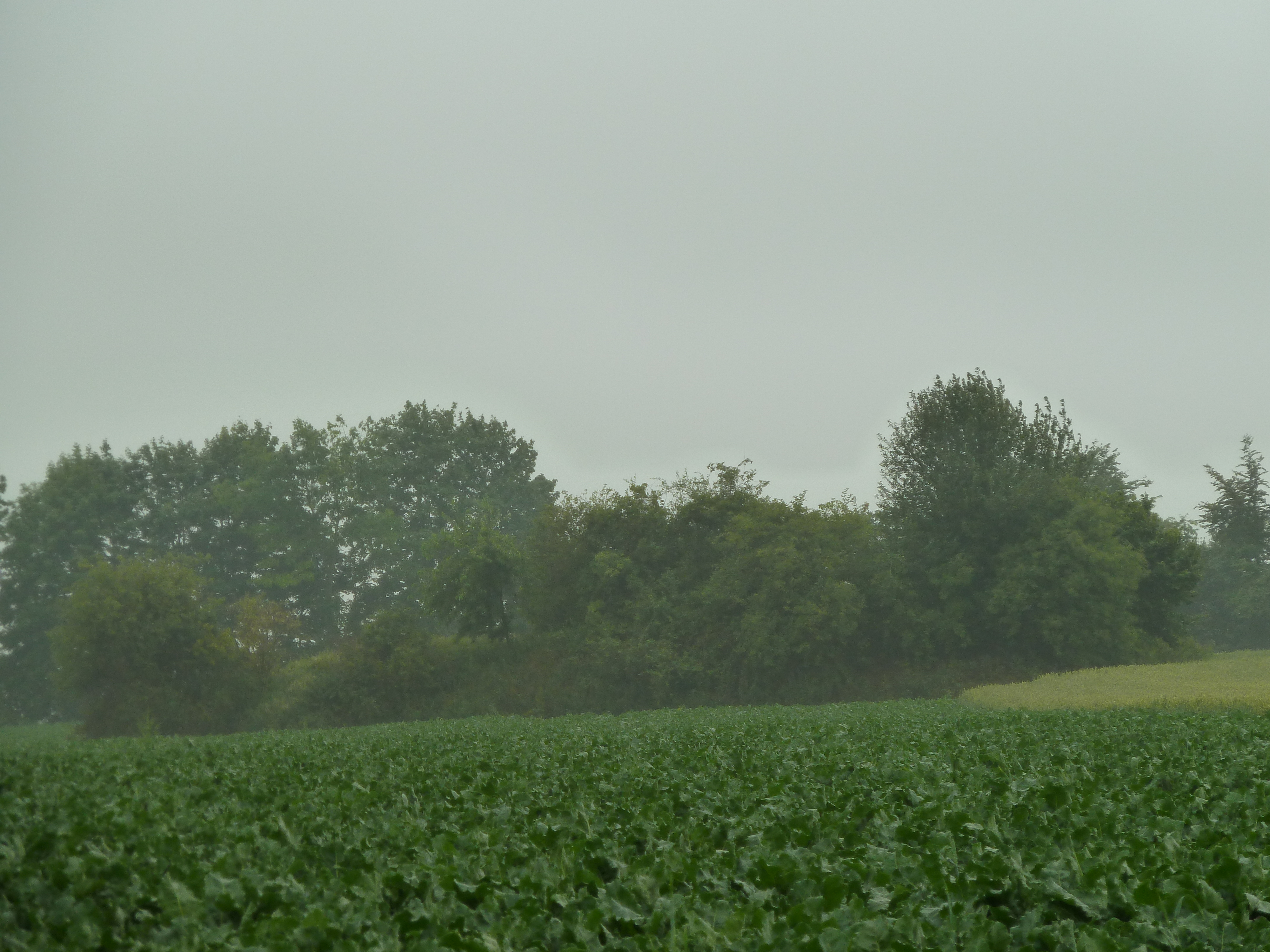